# 东方赛蛛
东方赛蛛（学名：Ceto orientalis）为圆颚蛛科赛蛛属的动物。分布于朝鲜以及中国大陆的甘肃等地。该物种的模式产地在甘肃。
其种加词“orientalis”意为“东方的”。